# 男あそび
『男あそび』（おとこあそび）は、半村良の短編小説集。官能的な仕上がりになっている。集英社より文庫化。
『石の血脈』『産霊山秘録』『妖星伝』などのSF伝奇物でも、性的表現に冴えを見せた半村が、軽妙な官能短編集を書いた。

## 収録作
御存知美男燕
クラブのママが客の小板橋という男にフランス仕込みの性技で悦楽の境地に。しかし、ママは雅之という洒落た名の若くリッチな男にも惹かれていた。しかし、彼は実は、朔太郎というダサい本名の豪農の息子で、土地を売ったお金で金持ちになっただけであった。
虫の知らせ
高級マンションに住む若い美女は、夫の昨夜の性技の余韻を楽しみながらも、やや甘えん坊の彼に減点をつけていた。そんな時に、彼女は、頼りがいのある年上の昔の恋人と再会する。彼女が心の中で「アドリブ」と名づけている浮気行為を楽しみ再び性的に満足する。帰宅すると夫は横領で逮捕され、高級マンションは彼女のものになる。性的快楽も財産も全て運良く手に入ってしまうイイこと尽くめの女の話。
いそがしい旅
結婚間近だからと、浮気を楽しむ女の話。父もそんな彼女を応援している。
一見少女風
若いサラリーマンが、一見少女風だが、性的に凄腕の女子高生の性技に攻められて蕩けてしまうと、もう一人の声楽家風の女もそこに乗り込んできて、2人の女におもちゃにされてしまう。
鹿の精
奈良に遊びに行った男が、ヤクザの妻とゆきずりの情事を楽しむ。
たのしい二日酔
二日酔いの男が、指技だけで昼間から恋人を満足させてしまう。隣室の女がその声に刺激されてしまう。恋人が帰った後を見計らって、隣の女にも指技を披露して感謝される。
博多の女
好色な女に翻弄されつつも、彼女を許し感謝してしまう男の話。
男あそび
性的に優れた男を発見したり、自分の思うままに男を操ったり、テレパシーでセックスしたり、というエッチな超能力を持つ女の奮闘記。SF作家としての半村の本領が発揮されている。
- 解説：森瑤子